# Mortonia diffusa
Mortonia diffusa är en benvedsväxtart som beskrevs av Rose och Standl. Mortonia diffusa ingår i släktet Mortonia och familjen Celastraceae. Inga underarter finns listade.